# Hszincsou
Hszincsou (egyszerűsített kínai írással: 忻州市, pinjin: Xīnzhōu Shì) prefektúra szintű város Kínában, Sanhszi tartományban. Lakosainak száma 2 689 668 fő (2020).

## Népesség
| 2010 | 3 067 501 |
| 2020 | 2 689 668 |